# Albertanus von Brescia
Albertanus von Brescia (italienisch Albertano da Bresca, latinisiert Albertanus Brixiensis; * 1195 in Brescia; † um 1251) war ein italienischer Jurist und Gelehrter. Er war Richter von Brescia und Vertreter der Stadt im Lombardenbund sowie Berater des Podestà von Genua (1243). 

## Leben
Albertanus war besonders zwischen 1226 und 1251 tätig. Aktenkundig wurde er, weil Friedrich II. ihn 1238 verhaften ließ. Im Gefängnis schrieb er seinen geistlichen Traktat De amore Dei et proximi et aliarum rerum et de forma vitae („Über die Liebe zu Gott und zum Nächsten und zu anderen Dingen und über die Lebensweise“).
Er war gegen jede Gewalt, da er selbst während Streitigkeiten innerhalb seiner Commune darunter gelitten hatte. Aus diesem Grund schlug er Gemeinschafts- und Organisationsformen vor, durch die Streit zwischen Parteien vermieden werden sollte, und die besonders arme Menschen unterstützen sollten, da Armut oft der Ursprung solcher Streitigkeiten und Gewalttaten war. So wurde er ein großer Förderer von sozialen Hilfsunternehmungen, Hilfsverbänden und Hospizen.
Seine Traktate sind gelehrte Disputationen. Sie beziehen sich auf die ethischen Vorschriften der Bibel, aber auch Einflüsse lateinischer Autoren – besonders Seneca – und franziskanischen Denkens sind vorhanden. Im Kodex B II 6 der Biblioteca Queriniana in Brescia, der Senecas Epistulae morales enthält, sind Randglossen und Zeichnungen von seiner Hand identifiziert worden. Die Bücher wurden 1268 von Andrea da Grosseto und von Soffredi del Grazia 1278 in altitalienische Sprache übersetzt. 

Eine in der Mitte des 14. Jahrhunderts veröffentlichte Schrift mit dem Titel Meister Albertus Lere ist eine auf Albertanus zurückgehende Kompilation, deren umfangreichstes Unterkapitel des dritten Kapitels (von der und von der huszucht) die Ehe zum Thema hat, insbesondere das Verhalten der Ehefrau. Die Ehe wird darin als ein den geistlichen Orden und deren Regeln vergleichbares Bündnis angesehen.

## Werke
Traktate
- De amore et dilectione Dei et proximi et aliarum rerum et de forma vitae. (Über die Liebe zu Gott und zum Mitmenschen und zu anderen Dingen und über die Lebensweise) (1238) (latein).
- Ars loquendi et tacendi. (Kunst des Redens und des Schweigens) (1245) (latein).
- Liber consolationis et consilii. (Buch des Trostes und des Rates) (1246) (latein).

Predigten
- Sermo Januensis (Predigt von Genua) (1243) (latein).
- Sermones quattuor (Vier Predigten) (1250) (latein).